# Saint-Jean-d'Heurs
 Saint-Jean-d'Heurs  là một xã ở tỉnh Puy-de-Dôme trong vùng Auvergne-Rhône-Alpes, Pháp. Xã này có diện tích 11,13 kilômét vuông, dân số năm 2006 là 570 người. Khu vực này có độ cao trung bình 368 mét trên mực nước biển.